# Fudzsimura Mihoko
Fudzsimura Mihoko (藤村 実穂子; Hepburn: Fujimura Mihoko; Gifu prefektúra, 1956 –) japán opera- és koncerténekes, mezzoszoprán.

## Élete, munkássága
Fudzsimura Mihoko 1956-ban született Japánban, a Gifu prefektúrában. Szülei nem voltak zenészek, de apja jó énekes volt, anyja az iskolai zenekarokban vibrafonozott. Tanulmányait a tokiói Művészeti és Zenei Egyetemen, majd Münchenben, a Zeneművészeti Egyetemen végezte. Még hallgatóként kétszer is részt vett Hans Hotter mesterkurzusán. 1995-től 2000-ig több nemzetközi énekversenyt nyert, majd csatlakozott a Grazi Opera együtteséhez, ahol számos operában énekelt. 2002-ben debütált a Bayreuthi Ünnepi Játékokon, ahol Richard Wagner Walkürjében és A Rajna kincsében Frickát énekelte. Ő volt az első japán énekes, aki Wagner-főszerepet énekelt a fesztiválon. A hatalmas siker hatására azonnal a nemzetközi figyelem középpontjába került, és keresett művész lett főleg Wagner-szerepekre, és ezután a fesztiválra is visszahívták kilenc évig különböző szerepekre (Waltraute – Az istenek alkonya, Erda – A Rajna kincse, Siegfried, Kundry – Parsifal, Brangäne – Trisztán és Izolda).
A 2010-es évek elejére rendszeres fellépő a nagy operaházakban és fesztiválokon, többek között a Covent Gardenben, a Milánói Scalában, a müncheni Bayerische Staatsoperben, a Wiener Staatsoperben, a bayreuthi Festspielhausban, a párizsi Théâtre du Châtelet-ben, a madridi Teatro Realban, a Deutsche Oper Berlinben, Maggio Musicale Fiorentinóban, az Aix-en-Provence-i Fesztiválon, a salzburgi Große Festspielhausban, a drezdai Semperoperben, Buenos Aires-i Teatro Colónban és a New York-i Metropolitan Operában. Operarepertoárjában szerepel például Kundry, Brangäne, Vénusz, Fricka, Carmen, Amneris, Eboli, Azucena, Melisánde, Fenena, Idamante és Octavian. Gyakran szerepel oratorikus és dalkoncerteken is. Koncertrepertoárján szerepel egyebek mellett Verdi Requiemje, Mahler több műve, Schönberg Gurre-dalok című alkotása, a Wesendonck-dalok Wagnertől és Beethoven 9. szimfóniája. Koncertjein a világ vezető zenekarai működtek közre: az amszterdami Royal Concertgebouworkest, a Berlini Filharmonikus Zenekar, a Symphonieorchester des Bayerischen Rundfunks, a Bécsi Filharmonikusok, a római Accademia Nazionale di Santa Cecilia zenekara, a Müncheni Filharmonikusok, a Londoni Szimfonikus Zenekar, a Londoni Filharmonikus Zenekar, az Orchester Philharmonique de Radio France, az Orchester de Paris, a lipcsei Gewandhausorchester, a Suisse Romande Zenekar, a Bostoni Szimfonikus Zenekar, a milánói Filarmonica della Scala, az Izraeli Filharmonikus Zenekar, a Luzerni Fesztiválzenekar, a Philadelphia Zenekar, a Washingtoni Nemzeti Szimfonikus Zenekar, a Montreali Szimfonikus Zenekar, a Bambergi Szimfonikusok, a Los Angeles-i Filharmonikusok és a Mahler Kamarazenekar. Olyan karmesterekkel dolgozik együtt, mint Claudio Abbado, Christian Thielemann, Zubin Mehta, Christoph Eschenbach, Bernard Haitink, Mariss Jansons, Colin Davis, Kurt Masur, Riccardo Chally, Michael Gielen, Andris Nelsons, Gustavo Dudamel, Yannick Nézet-Séguin, Kent Nagano, Fabio Luisi, Danielle Gatti, Simon Rattle, Charles Dutoit, Csong Mjonghun, Szemjon Bicskov, Franz Welser-Möst, Valerij Gergijev, Donald Runnicles, Jesus Lopez Cobos, Daniel Harding és Fischer Ádám.
Fudzsimura Mihoko mezzoszoprán Japán egyik legnagyobb operasztárja, telt és erőteljes hangjával azon kevés japán énekesek közé tartozik, akik Wagner és más 19. század végi zeneszerzők zenéjére specializálódtak. Művészete kiérdemelte a kritikusok és a közönség elismerését. Mariss Jansons a Gurre-dalok előadása után azt mondta neki: „Nagyon gyakran vezényeltem ezt a darabot. De soha senki nem énekelte ilyen szépen. Esküszöm neked.” Tudatos művész. A komolyzene mai állapotáról borús nyilatkozatot tett: „A jelenlegi opera- vagy klasszikus zenei világ iparággá, vállalkozássá vált. … Az énekesek olyanok lettek, mint az eldobható palackok. … Ennek ellenére különösen elkötelezettnek érzem magam a közönség iránt, és mindig mindent megteszek.”

## Díjai, elismerései
Több rangos japán díjjal tüntették ki, többek között az Idemicu Zenei Díjjal, az Exxon Mobil Zenei Díjjal, a Suntory Music-díjjal, és 2014-ben megkapta az „Érdemérem lila szalaggal” kitüntetést, a tudományos és művészeti fejlődéshez, fejlesztésekhez és teljesítményekhez való hozzájárulásáért.

## Felvételei
A Discogs listája alapján.
| Megjelenés | Tartalom                    | Közreműködők | Kiadó              |
| ---------- | --------------------------- | --- | ------------------ |
| 2002       | Wagner: Die Walküre         | Waltraud Meier, Gabriele Schnaut, Fudzsimura Mihoko, Peter Seiffert, John Tomlinson, Kurt Rydl, Bayerisches Staatsorchester, Zubin Mehta                                                                      | Farao Classics     |
| 2005       | Wagner: Tristan und Isolde  | Plácido Domingo, Nina Stemme, Fudzsimura Mihoko, Olaf Bär, René Pape, Ian Bostridge, Jared Holt, Matthew Rose, Rolando Villazón, Chorus and Orchestra of the Royal Opera House Covent Garden, Antonio Pappano | EMI Classics       |
| 2006       | Wagner: Tristan und Isolde  | Jeanne-Michèle Charbonnet, Clifton Forbis, Fudzsimura Mihoko, Albert Dohmen, Alfred Reiter, Le Chœur du Grand Théâtre de Genève, L'Orchestre de la Suisse Romande, Armin Jordan                               | Bel Air Classiques |
| 2011       | Beethoven: 9e Symphony      | Yann Martel, Erin Wall, Fudzsimura Mihoko, Simon O'Neill, Mihail Petrenko, Yvars Taurins, Chœurs & L'Orchestre Symphonique De Montreal, Kent Nagano                                                           | Analekta           |
| 2011       | Mahler: Symphonie No. 3     | Fudzsimura Mihoko, Bamberger Symphoniker, Jonathan Nott | Tudor              |
| 2015       | Dvořák: Stabat Mater        | Erin Wall, Fudzsimura Mihoko, Li Liang, Christian Elsner, Chor & Symphonie-Orchester Des Bayerischen Rundfunks, Mariss Jansons                                                                                | BR-Klassik         |
| 2015       | Beethoven: Symphony No. 9   | Christiane Karg, Fudzsimura Mihoko, Michael Schade, Michael Volle, Chor und Symphonieorchester Des Bayerischen Rundfunks, Mariss Jansons                                                                      | BR-Klassik         |
| 2017       | Mahler: Symphony No. 3      | Fudzsimura Mihoko, Israel Philharmonic Orchestra, Zubin Mehta | Helicon Classics   |
| 2018       | Hoszokava: Orchestral Works | Susanne Elmark, Ilse Eerens, Fudzsimura Mihoko, Tadzsima Tadasi, Basque National Orchestra, Jun Märkl | Naxos              |